# Xenoschesis
Xenoschesis is een geslacht van insecten uit de orde vliesvleugeligen (Hymenoptera) en de familie Ichneumonidae.

## Soorten
- X. aethiops (Gravenhorst, 1829)
- X. cinctiventris (Ashmead, 1896)
- X. crassicornis Uchida, 1928
- X. crassitarsus Walley, 1935
- X. flavopicta (Strobl, 1903)
- X. fulvicornis (Kriechbaumer, 1891)
- X. fulvipes (Gravenhorst, 1829)
- X. gracilis Cushman, 1915
- X. limata (Cresson, 1864)
- X. mordax (Thomson, 1883)
- X. nigricoxa (Strobl, 1903)
- X. nitida Walley, 1935
- X. solitaria (Davis, 1897)
- X. ustulata (Desvignes, 1856)
- X. varicoxa Heinrich, 1949